# 弗雷德里克·弗里克
弗雷德里克·查爾斯·梅特蘭·弗里克爵士，第三代從男爵（Sir Frederick Charles Maitland Freake，1876年3月7日—1950年12月22日）是英國馬球運動員，曾參加1900年夏季奧林匹克運動會和1908年夏季奧林匹克運動會。

## 生平
他於1876年3月7日出生，曾就讀於劍橋大學抹大拉學院。1900年，他作為BLO馬球俱樂部橄欖球隊成員獲得銀牌。
八年後，他代表赫林漢姆俱樂部再次獲得銀牌。
1920年，他繼承了克倫威爾莊園與富爾韋爾公園的從男爵爵位。他居住在沃里克郡哈爾福德的舊莊園宅邸，並於1939年擔任沃里克郡郡長。他於1950年12月22日去世。

## 家庭
1902年7月7日，弗里克在克蘭利花園聖彼得教堂與愛爾蘭戈爾韋郡伊斯特韋爾的克里斯托弗·厄舍之女艾莉森·厄舍結婚。

## 外部連結
| 聯合王國從男爵爵位     | 聯合王國從男爵爵位                            | 聯合王國從男爵爵位     |
| ---------------------- | --------------------------------------------- | ---------------------- |
| 前任者： 托馬斯·弗里克 | 從男爵 (克倫威爾莊園與富爾韋爾公園) 1920–1950 | 繼任者： 查爾斯·弗里克 |